# Breitscheid (Assia)
Breitscheid è un comune tedesco di  4 780 abitanti situato nel land dell'Assia.